# OceanGate
 (juin 2023).
OceanGate, Inc. était une société privée américaine basée à Everett, dans l'État de Washington, qui fournit des submersibles avec équipage pour le tourisme, l'industrie, la recherche et l'exploration. Elle est fondée en 2009 par Stockton Rush
Le 18 juin 2023, lors d'un voyage vers le site de l'épave du Titanic, le submersible Titan est perdu, ce qui a déclenché une opération internationale de recherche et sauvetage. Le 22 juin 2023, les cinq passagers, dont le PDG de la société Stockton Rush, sont déclarés morts, le submersible ayant implosé.
La société a suspendu toute activité.

## Histoire
L'entreprise a été fondée par Stockton Rush. Sa femme est l’arrière-arrière-petite-fille d’Isidor et Ida Straus, deux victimes du naufrage du Titanic.
Lorsqu'il était jeune, le père de Rush l'a présenté à un ami personnel, l'astronaute Pete Conrad, qui lui a conseillé d'obtenir une licence de pilote si Rush voulait devenir astronaute. En 1980, Rush a obtenu une licence de pilote professionnel à 18 ans, mais on lui a dit plus tard que son acuité visuelle l'empêcherait de devenir pilote militaire, et il a déménagé de San Francisco à Seattle pour travailler chez McDonnell Douglas en tant qu'ingénieur d'essais en vol pour les avions à réaction F-15 Eagle, bâtissant sa fortune en investissant son héritage dans des entreprises technologiques. Après avoir assisté au lancement du SpaceShipOne, il a réalisé que « je ne voulais pas aller dans l'espace en tant que touriste. Je voulais être le capitaine Kirk sur l'Enterprise. Les eaux froides du Puget Sound nécessitant beaucoup de temps et d'équipement technique pour la plongée, il pensait qu' « être dans un sous-marin, être bien au chaud et avoir un chocolat chaud avec soi, c'est mieux que de geler et de subir une décompression de deux heures en eau profonde », mais lorsqu'il a essayé d'acheter un sous-marin, il a appris qu'il y avait moins de 100 sous-marins privés dans le monde et n'a pas pu en acheter un, préférant en construire un à partir de plans en 2006.
L'expérience et les recherches de Rush l'amenent à deux conclusions : premièrement, les submersibles ont la réputation injustifiée d'être des véhicules dangereux en raison de leur utilisation pour le transport de plongeurs commerciaux et, deuxièmement, la loi de 1993 sur la sécurité des navires à passagers « a inutilement donné la priorité à la sécurité des passagers plutôt qu'à l'innovation commerciale ». [Sur la base d'une étude de marketing qu'il a commandée et qui a conclu qu'il existait une demande suffisante pour le tourisme océanique sous-marin, qui à son tour soutiendrait le développement de nouveaux submersibles de plongée profonde qui permettraient d'autres entreprises commerciales, y compris l'exploitation des ressources et l'atténuation des catastrophes, il fonde OceanGate avec un partenaire commercial en 2009.
OceanGate entend rendre l'exploration sous-marine moins chère et accessible aux particuliers, à l'instar de Blue Origin et de SpaceX qui ont tenté de faire baisser les coûts des vols spatiaux. Rush a déclaré qu'il y avait deux obstacles majeurs : la perception du danger et le petit nombre de véhicules submersibles avec un équipage humain, qui sont principalement construits et détenus par des agences gouvernementales. Dans un discours prononcé en 2017 devant l'Explorers Club, M. Rush a déclaré : « Au cours des 35 dernières années, il n'y a pas eu de blessure grave [à bord d'un submersible], et plus de 15 millions de personnes sont allées [sous l'eau] [...]. Statistiquement, [les submersibles sont] les véhicules les plus sûrs de la planète ». À l'époque, il n'existait pas de submersibles privés capables de transporter des personnes à des profondeurs de plus de 2 000 m, soit la moitié de la profondeur moyenne des océans[réf. nécessaire].

### Exploration de l'épave duTitanic
En 2021, OceanGate a commencé à emmener des clients payants visiter l'épave du Titanic à bord de son submersible Titan,. À partir de 2022, le coût d'une expédition vers l'épave du Titanic s'élève à 250 000 USD par personne.

## Accident
À partir du 18 juin 2023 et de l'accident du submersible Titan, OceanGate est mis en cause pour ses négligences dans les mesures de sécurité appliquées,,,, qui serait due à une implosion, menant à la mort de ses cinq passagers : Paul-Henri Nargeolet, explorateur français passionné par le Titanic ; Hamish Harding, aventurier et milliardaire britannique ; Stockton Rush, PDG d'OceanGate ; Shahzada Dawood (en), homme d'affaires pakistanais, ainsi que son fils de 19 ans, Suleman.
Le 16 septembre 2024, les garde-côtes américains commencent une audience de deux semaines concernant l’accident du Titan, avec des auditions des employés d’OceanGate. L'ex-directeur technique Tony Nissen a déjà été entendu.